# 安图 (印度)
阿恩图（Antu），是印度北方邦Pratapgarh县的一个城镇。总人口7740（2001年）。

## 人口
该地2001年总人口7740人，其中男性4007人，女性3733人；0—6岁人口1275人，其中男682人，女593人；识字率58.85%，其中男性为70.25%，女性为46.61%。